# Calycanthine
La calycanthine est un alcaloïde similaire à la strychnine, toxique pour les humains et le bétail et qui peut provoquer des convulsions.
On en trouve dans différentes plantes, de la famille des calycanthacées (d'où elle tire son nom) comme Chimonanthus[réf. nécessaire], Calycanthus floridus,  ou Chimonanthus praecox.